# Discosporina carpinicola
Discosporina carpinicola är en svampart som beskrevs av Petr. 1952. Discosporina carpinicola ingår i släktet Discosporina, divisionen sporsäcksvampar och riket svampar.   Inga underarter finns listade i Catalogue of Life.